# Borsilikatglas
Borsilikatglas er en glastype, der kan modstå temperaturchok, ekstreme temperaturer, og har en let vægt og høj elektriske isoleringsevne. Samtidigt er det kemisk resistent, har gode hygiejneegenskaber og er ridsefast. Derfor er det også blevet anvendt til f.eks. laboratorieudstyr og ildfast fade.

## kilder
1. ↑  "Borosilikatglas - Glasteknik aku AB". Arkiveret fra originalen 3. november 2014. Hentet 20. december 2014.